# Jüdisches Museum Wien

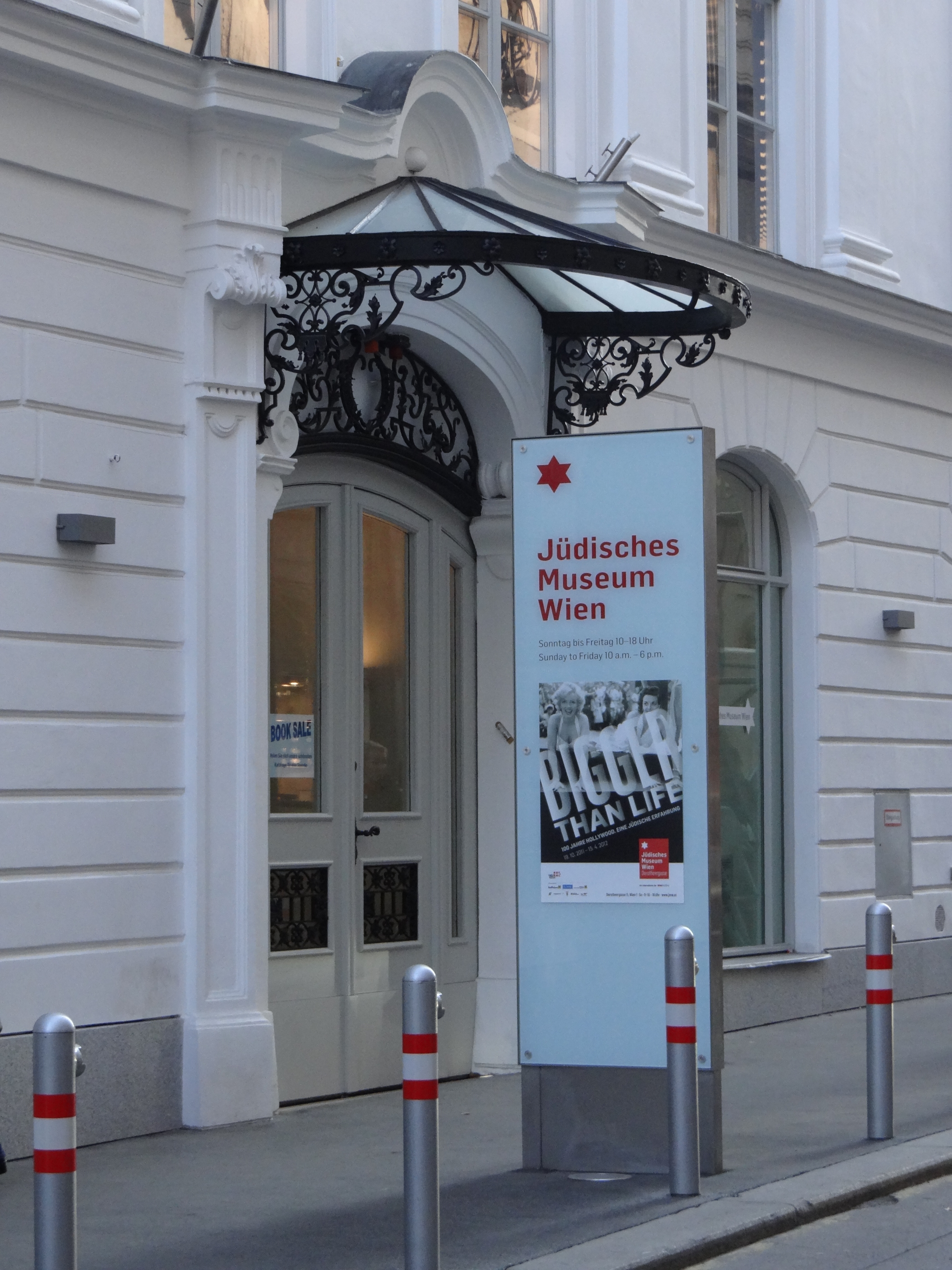
Eingang zum Jüdischen Museum Wien im Palais Eskeles

Das Jüdische Museum Wien (Firma: Jüdisches Museum der Stadt Wien GmbH, Kürzel JMW) ist ein Museum für jüdische Geschichte, jüdische Kultur und jüdische Religion in Österreich. Das Museum verfügt über zwei Gebäude, das Palais Eskeles in der Dorotheergasse sowie das Misrachi-Haus am Judenplatz. Das Ausstellungs- und Veranstaltungsprogramm setzt sich mit Vergangenheit und Gegenwart der jüdischen Kultur in Österreich auseinander.

## Geschichte

### 1893–1938: Erstes Jüdisches Museum
Das 1893 gegründete und am 1. November 1895 in Wien eröffnete Jüdische Museum war weltweit das erste moderne jüdische Museum. Es wurde von der „Gesellschaft für Sammlung und Konservierung von Kunst- und historischen Denkmälern des Judentums“ getragen, die vom Architekten Wilhelm Stiassny mitgegründet wurde. Das Museum konzentrierte sich vor allem auf die Kultur und Geschichte der Juden in der Österreichisch-Ungarischen Monarchie, vor allem in Wien und Galizien, während die Sammlungen von Objekten aus Palästina mehr die politische Debatte über den Zionismus der damaligen Zeit widerspiegelten.
Das Museum zog mehrmals um: Bei der Eröffnung befand es sich im Hochparterre des von Wilhelm Stiassny entworfenen Hauses in der Rathausstrasse 13. Im Februar 1902 übersiedelte das Museum in die Krugerstraße 8 (dem letzten Wohnsitz von Stiassny), im November 1902 in die Praterstraße 23, im Mai 1908 in die Praterstraße 28, und 1911 zog es schließlich mit 3.400 Objekten in die Räume der Talmud-Thora-Schule in der Malzgasse 16 im 2. Bezirk, der Leopoldstadt.
Sofort nach dem „Anschluss“ Österreichs an das Deutsche Reich durch die Nationalsozialisten, 1938, wurde das Museum geschlossen, und die Objekte wurden vom NS-Staat auf das Museum für Völkerkunde, das Naturhistorische Museum Wien und andere Museen verteilt. Das Naturhistorische Museum verwendete die neuen Objekte, um damit die antisemitische Ausstellung Die körperlichen und seelischen Eigenschaften der Juden zu gestalten.

### 1950–1993: Bemühungen um ein neues Museum
Zu Beginn der 1950er Jahre wurde der Großteil des Inventars an die Israelitische Kultusgemeinde Wien (IKG) restituiert. Weitere Objekte fanden in den 1990er Jahren ihren Weg zurück in jüdischen Besitz.
Am 31. Dezember 1964 wurde ein kleines Jüdisches Museum im damals neu errichteten Desider-Friedmann-Hof, 2., Tempelgasse 3, eröffnet, das aber von der Öffentlichkeit kaum wahrgenommen wurde. 1967 wurde es wegen Renovierungsarbeiten geschlossen und nicht wieder geöffnet.
1986 kündigte Bürgermeister Helmut Zilk bei der Eröffnung der Ausstellung „Vienna 1900 – Art, Architecture and Design“ in New York die Gründung eines neuen Jüdischen Museums in Wien an. Das Gründungskomitee setzte sich unter anderem aus Vertretern der österreichischen Bundesregierung, der Stadt Wien, der Israelitischen Kultusgemeinde Wien, der Wiener Philharmoniker, Leonard Bernstein und Helmut Zilk zusammen.
Nach seiner Gründung im Jahre 1988 als GmbH unter Direktor Christian Cap wurde das Museum mit der Verwaltung von zwei Sammlungen betraut: Der Sammlung Max Berger (im Besitz der Stadt Wien) und der Sammlung IKG (im Besitz der IKG).
Die Sammlung Berger zählt zu den herausragenden Judaica-Sammlungen der Welt. Die Objekte stammen größtenteils aus der Habsburger-Monarchie. Max Berger wurde 1924 in Polen geboren und überlebte als einziger seiner Familie die Schoa. Er kam Anfang der fünfziger Jahre nach Wien. Bis zu seinem Tod, 1988, trug er rund 10.000 Objekte zusammen. Die Stadt Wien kaufte den Großteil dieser umfangreichen Sammlung. Die Sammlung Max Berger ist nach der Sammlung der IKG der größte Bestand des Jüdischen Museums Wien.
1993 schenkte der österreichische Sammler Martin Schlaff seine um die 5.000 Objekte zählende und eine Zeit von 1490 bis 1946 umspannende Antisemitika-Sammlung der Stadt Wien.

### Seit 1993: Palais Eskeles
1993 stellte das Auktionshaus Dorotheum dem Museum das Palais Eskeles in der Dorotheergasse in Wien zur Verfügung. Julius H. Schoeps, Direktor des Moses-Mendelssohn-Zentrums für europäisch-jüdische Studien an der Universität Potsdam, wurde zum Direktor des Museums ernannt. Am 24. November 1994 eröffnete Paul Grosz, Präsident der Israelitischen Kultusgemeinde Wien, die Bibliothek des Jüdischen Museums Wien.
Kurz danach, in den Jahren 1995 und 1996, wurde das Wiener Architektenbüro Eichinger oder Knechtl  damit beauftragt, mehr Ausstellungsflächen zu schaffen, das Depot zu vergrößern und ein Besuchercafé sowie einen Buchladen für Fachliteratur in den Räumlichkeiten des Palais Eskeles zu gestalten.
1998 wurde das Museumsarchiv mit seiner ständig wachsenden Sammlung an Material über die Geschichte des jüdischen Wiens der Öffentlichkeit zugänglich gemacht.

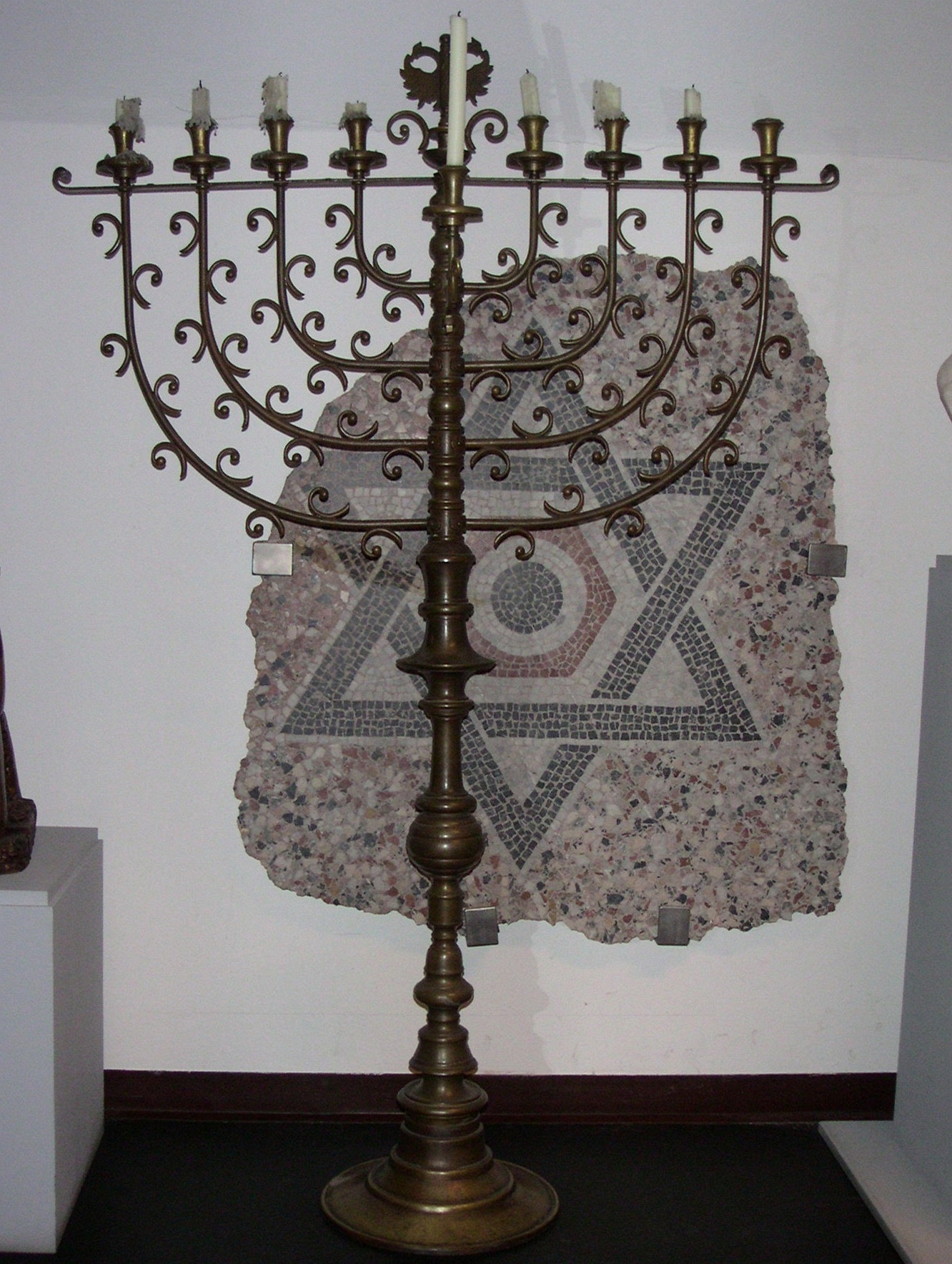
Chanukkia, Jüdisches Museum Wien

Nach diversen Umbauten wurde das Museum in der Dorotheergasse am 19. Oktober 2011 wiedereröffnet. Im Zuge der Renovierungsarbeiten war auch die Fassade des Palais erneuert worden. Dabei wurde der Zweck des Gebäudes mit Hilfe einer großen Lichtinstallation der österreichischen Künstlerin Brigitte Kowanz  hervorgehoben, bei der das Wort „Museum“ in hebräischer Schrift an die Wand projiziert wird. Im Erdgeschoß wurde ein helles, geräumiges Foyer eingerichtet sowie ein weitläufiger Ausstellungsraum, in dem sich die Ausstellung „Wien. Jüdisches Museum. 21. Jahrhundert“ befindet. Dieser Raum beherbergt auch die “Nancy Spero – Installation der Erinnerung” Wandfresken.
Das Jüdische Museum Wien bietet seit 19. November 2013 seinen Besuchern die neue permanente Ausstellung: „Unsere Stadt! Jüdisches Wien bis heute“. Die Reise beginnt mit dem Jahr 1945 und führt bis in die Wiener jüdische Gegenwart. Skizziert wird der schwierige Weg einer total zerstörten jüdischen Gemeinde, die 1938 – sieben Jahre zuvor – noch die größte deutschsprachige und die drittgrößte Gemeinde Europas gewesen war, bis zu ihrer heutigen überschaubaren, aber äußerst lebendigen Präsenz.
Ab November 2013 wurde in diesen Räumlichkeiten die neue permanente Ausstellung „Unsere Stadt! Jüdisches Wien bis heute“ installiert, 25 Jahre nach der (Wieder-)Gründung des Museums und 20 Jahre nach seinem Einzug in das Palais Eskeles. Im zweiten Stock wird nun der große Raum für Veranstaltungen und die Ausstellung „Unsere Stadt!“ genutzt. Auch eine kleine Ausstellung „Von Alef zu Tav – Vom Anfang zum Ende“, die den jüdischen Lebenszyklus anhand von Museumsobjekten und Alltagsgegenständen dokumentiert, wird auf dieser Ebene gezeigt.
Auch das Schaudepot im zweiten Stock wurde komplett umgebaut und beherbergt nun die Judaika-Sammlung des Museums. Dort werden einzelne Objekte durch Fenster an den Schaukästen hervorgehoben und erklärt, wobei jedes Fenster mit einem bestimmten Ort verbunden ist, wie etwa dem 1938 zerstörten Leopoldstädter Tempel. In den Vitrinen in der Mitte des Raumes finden sich Ausstellungsstücke aus österreichischen und Wiener Gebetshäusern, Synagogen und anderen jüdischen Einrichtungen, aus dem Jüdischen Museum vor 1938 und zu einem kleinen Teil aus privaten Haushalten. Die Ausstellungsstücke in den seitlichen Schaukästen konzentrieren sich auf die Zeit nach 1945. Hier finden sich Objekte der Judaika-Sammlung Max Berger mit österreichisch-ungarischem Schwerpunkt, die Sammlung Eli Stern, die vor allem aus Alltagsgegenständen aus Eretz Israel  besteht, und Neuerwerbungen sowie Schenkungen, die die Geschichte der jüdischen Gemeinde Wiens von 1945 bis heute dokumentieren. Die Sammlung antisemitischer Objekte von Martin Schlaff, welche ebenfalls im zweiten Stock zu sehen ist, wurde so in den Vitrinen positioniert, dass die Objektvorderseite nur über Spiegel an den Rückwänden der Schaukästen betrachtet werden kann. Damit wird der Betrachter gezwungen, sich gleichzeitig mit seinem eigenen Spiegelbild auseinanderzusetzen.

### Seit 2000: Museum am Judenplatz

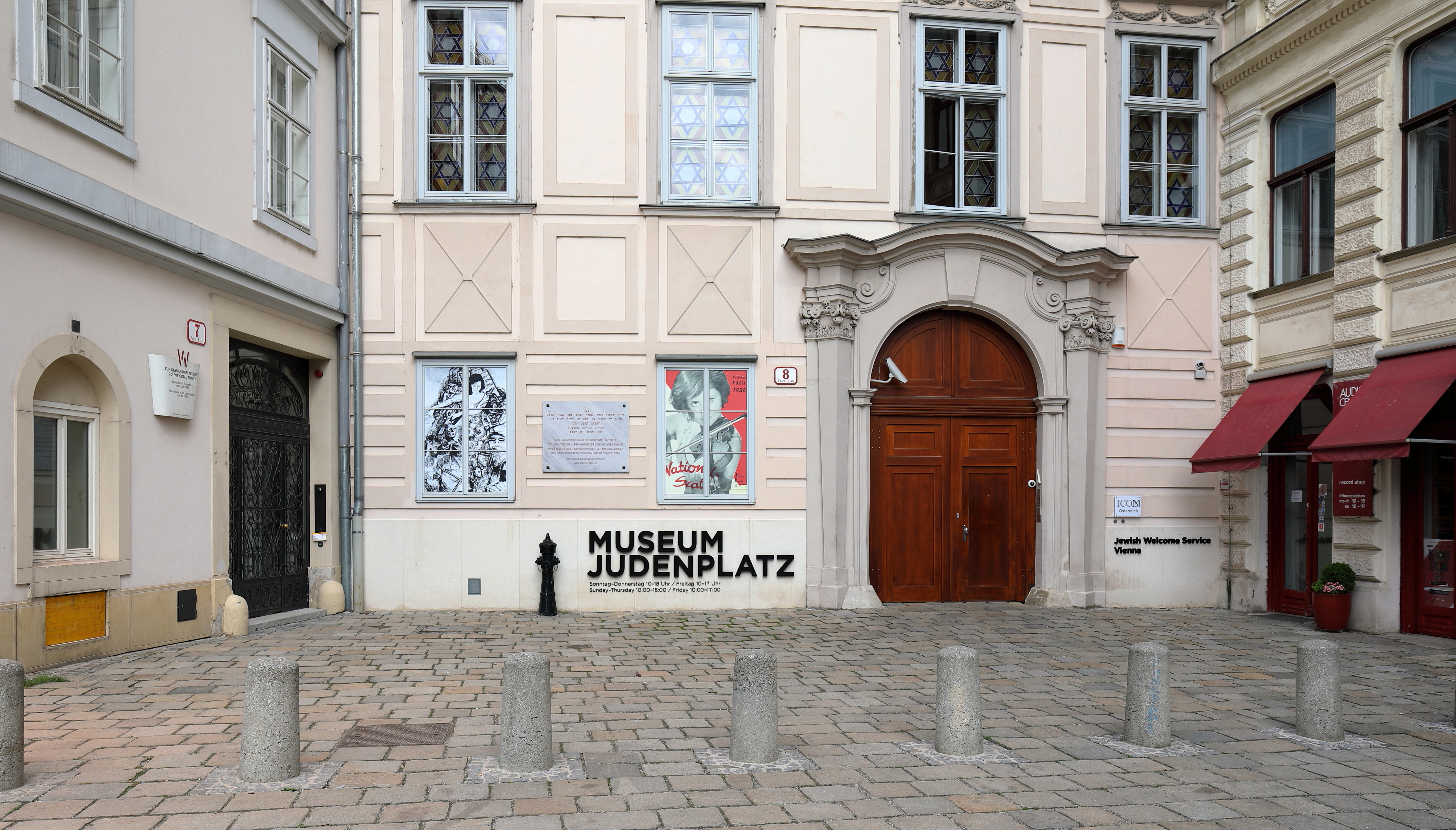
Der Eingangsbereich der Zweigstelle „Museum Judenplatz“ im Misrachi-Haus

Am 25. Oktober 2000 öffnete das zweite Gebäude des Jüdischen Museums anlässlich der Enthüllung des Mahnmals für die österreichischen jüdischen Opfer der Schoah seine Pforten am Judenplatz.
Das Museum am Judenplatz dokumentiert das soziale, kulturelle und religiöse Leben der Wiener Juden im Mittelalter. Es befindet sich im Misrachi-Haus am Judenplatz, dem ehemaligen Herz der jüdischen Gemeinde im mittelalterlichen Wien. Die Ausstellungsräumlichkeiten, die am 25. Oktober 2000 eröffnet wurden, sind kleiner als jene in der Dorotheergasse und gänzlich modernisiert, sehr hell mit polierten Betonelementen und unterirdischen Korridoren, die den Besucher zum 4,5 Meter unter Straßenniveau liegenden Fundament der mittelalterlichen Synagoge führen.
Während der vergangenen Jahre war das Museum am Judenplatz Ort verschiedener zeitgenössischer Kunstausstellungen mit spirituellen oder speziell jüdischen Themen, wie etwa Installationen der österreichischen Künstlerin Zenita Komad und mehreren Fotoausstellungen, zum Beispiel ein Fotoessay von Josef Polleross über Wiens kleine, doch durchaus blühende jüdische Gemeinde.

### Leitung und Ausrichtung seit 2010
Ab Juli 2010 leitete die langjährige ORF-Journalistin Danielle Spera das Museum. Ihr Anliegen war es, das Museum für eine breitere Öffentlichkeit zugänglich zu machen, Jugendliche zu erreichen und vermehrt Touristen anzuziehen. „Vieles hat sich normalisiert. Doch es gibt noch immer genügend Leute, die Schwierigkeiten damit haben, das Wort Jude auszusprechen, und stattdessen unsere jüdischen Mitbürger sagen. Ich will das Museum öffentlicher machen, damit die Leute das Judentum besser kennenlernen können“, sagte Spera in einem Interview.
Um der neuen Ausrichtung des Museums gerecht zu werden, erklärte Spera nach ihrem Amtsantritt die Renovierung der Räumlichkeiten in der Dorotheergasse zur obersten Priorität. Die Beschaffung von Finanzmitteln von offiziellen österreichischen Stellen sowie Spendenaufrufe an jüdische Emigranten in den USA wurden umgehend in Angriff genommen. Von Jänner bis Oktober 2011 wurden die technische Infrastruktur des Museums saniert sowie Ausstellungsräume und Besuchereinrichtungen umgebaut.
Im Juli 2022 übernahm Barbara Staudinger, zuvor Leiterin des Jüdischen Museums Augsburg Schwaben, die Leitung.

### Ephrussi-Wechselausstellung
Im Herbst 2018 übergab Edmund de Waal, Autor des Romans Der Hase mit den Bernsteinaugen, dem Jüdischen Museum Wien 170 Netsukes als Dauerleihgabe. Die kleinen japanischen Holzfiguren, einst im Wiener Palais Ephrussi Eigentum von Viktor Ephrussi und Emmi Ephrussi, waren in der NS-Zeit in der Matratze eines Dienstmädchens versteckt. Auch das 1938 aus Wien gerettete Ephrussi-Familienarchiv wurde nun dem Museum übergeben. Das Museum veranstaltete dazu vom 6. November 2019 bis 13. April 2020 eine Sonderausstellung zu den Ephrussis.

## Hologramm-Kontroverse
Während der Sanierungsarbeiten in der Dorotheergasse wurde ein Satz mit Glashologrammen, die dreidimensionale Darstellungen über das jüdische Alltagsleben im alten Wien zeigten, beim Abbau zerstört. Eine Mitarbeiterin des Museums fotografierte die zerstörten Hologramme und sandte sie an bloggende Kuratoren und lokale Medien. Dies hatte eine internationale Protestwelle zur Folge und Kritiker meinten, dass hier wichtige kulturelle Artefakte zerstört worden wären. Das Museum antwortete auf die Vorwürfe mit dem Gutachten eines gerichtlich beeideten Sachverständigen, der feststellte, dass die Hologramme nicht demontiert bzw. abtransportiert werden hätten können, ohne sie dabei zu beschädigen, da sie schon etwa 15 Jahre vorher verklebt worden waren. Das Museum gab außerdem an, dass noch ein zweiter Satz dieser Hologramme, der noch nicht ausgestellt wurde, existiert und sich in einwandfreiem Zustand befindet. Dieser wird für zukünftige Ausstellungen im Depot aufbewahrt.

## Besucherzahlen
Seit seiner Wiedereröffnung konnte das Museum deutlich mehr Besuche verzeichnen, sowohl bei regulären Ausstellungen als auch bei seinen Abendveranstaltungen, wie etwa Buchpräsentationen, Künstlergesprächen und Filmvorführungen. Die Zahl an Besuchen der beiden Häuser belief sich 2011 auf 59.471, 2019 waren es rund 144.000 (siehe Meistbesuchte Sehenswürdigkeiten Wiens). Derzeit gehört das Jüdische Museum zu den Top 30 der Wiener Attraktionen.

## Veranstaltungen
In den zwei Veranstaltungsräumen finden pro Jahr 60 bis 70 Veranstaltungen statt: Vorträge, Lesungen, Buchpräsentationen, Diskussionen, Filmvorführungen, Künstlergespräche und Konzerte.

## Projekt Hedy-Lamarr-Museum
Das Jüdische Museum hat den Nachlass der aus Wien emigrierten Hollywood-Schauspielerin und Erfinderin Hedy Lamarr erworben. Die Errichtung eines Museums ist geplant. Mittlerweile ist das alles Geschichte.

## Auszeichnungen
- 2013 Österreichisches Museumsgütesiegel
- 2014 Österreichischer Museumspreis Würdigungspreis
- 2016 Tourismuspreis der Wiener Wirtschaft
- 2017 Hans-und-Lea-Grundig-Preis für die Ausstellung „Die bessere Hälfte. Jüdische Künstlerinnen bis 1938“
- 2017 „The Culture Trip“ wählte das JMW unter die Top 10 Museen in ganz Österreich[17]
- 2018  „New York Times“  reihte die „Genosse Jude“-Ausstellung unter die Top 10 weltweit[18]
- 2019 Fachzeitschrift „Judaica in the Spotlight“ wählte das JMW zum besten Jüdischen Museum in Europa[19]
- 2022 Österreichisches Umweltzeichen